# Френсіс Бофорт
Сер Френсіс Бофорт (англ. Sir Francis Beaufort, 27 травня 1774, Наван — 17 грудня 1857, Гов) — ірландський гідрограф та картограф, адмірал.
Відомий тим, що 1805 року розробив 12-бальну шкалу оцінки швидкості сили вітру та його дії на наземні предмети, відому сьогодні як шкала Бофорта (офіційно була прийнята на британському флоті 1838 року). Впродовж 1829—1855 років керував гідрографічною службою Британії.

## Ранні роки
Френсіс Бофорт походив з родини французьких гугенотів, які в шістнадцятому столітті втекли до Великої Британії від французьких релігійних війн. Його батьки переїхали до Ірландії з Лондона. Його батько, Даніель Август Бофорт, був протестантським священником у місті Наван, графство Міт, Ірландія, а також членом Ірландської королівської академії. Його мати Мері була дочкою і співспадкоємицею Вільяма Воллера з дому Алленстауна. Френсіс народився в місті Наван 27 травня 1774 року. У нього був старший брат Вільям Луї Бофорт і три сестри Френсіс, Гаррієт і Луїза. Його батько створив і опублікував нову карту Ірландії в 1792 році.
Френсіс ріс в Уельсі та Ірландії. У чотирнадцять років він покинув школу і пішов у море, хоча ніколи не припиняв свою освіту. Пізніше він став досить освіченою людиною, щоб спілкуватися з деким з найвидатніших учених і прикладних математиків свого часу, включаючи Джона Гершеля, Джорджа Бідделла Ейрі і Чарльза Беббіджа.
Френсіс Бофорт протягом усього життя прекрасно розумів цінність точних карт для моряків з власного досвіду, оскільки він сам зазнав аварії корабля у віці п'ятнадцяти років через неправильну карту. Найвагоміші здобутки Бофорта були пов'язані з навігаційними картами.

## Кар'єра
Починаючи з торгового судна британської Ост-Індської компанії, Бофорт піднявся (під час наполеонівських воєн) до звання мічмана, лейтенанта (10 травня 1796 року) і командира (13 листопада 1800 року). Він служив на кораблі п'ятого рангу фрегаті "HMS Aquilon" під час битви за Славне Перше червня, коли Аквілон врятував підбитий HMS Defense і обмінявся бортовими залпами з французьким лінійним кораблем Impetueux.
Під час служби на HMS Phaeton Бофорта було важко поранено в 1800 році. Під час одужання, під час якого він отримав «незначну» пенсію в розмірі 45 фунтів стерлінгів на рік, він допоміг своєму зятю Річарду Ловеллу Еджворту побудувати лінію семафорів від Дубліна до Ґолвея. Він витратив два роки на цю діяльність, за що не хотів винагороди.
Бофорт повернувся на дійсну службу і був призначений капітаном (30 травня 1810 року) в Королівському флоті. Бофорт проводив вільний час, беручи зондування і орієнтири, проводячи астрономічні спостереження для визначення довготи і широти і вимірюючи берегові лінії. Його результати були зібрані в нових діаграмах.
Адміралтейство дало Бофорту його перше командування кораблем, HMS Woolwich. Він відплив до Ост-Індії і супроводжував конвой з Ост-Індії до Британії. Потім Адміралтейство доручило йому провести гідрографічне дослідження гирла річки Ріо-де-ла-Плата в Південній Америці. Експерти були дуже вражені даними, які приніс Бофорт. Зокрема, Олександр Делрімпл зауважив в записці для Адміралтейства в березні 1808 року що «у нас на службі мало офіцерів (насправді я не знаю жодного), у яких є половина його професійних знань і здібностей, і в завзятті та наполегливості йому немає рівного»».
Після Вуліджа Бофорт отримав свою першу посаду капітана, командуючи «Фредерікштейном». Протягом 1811-1812 років Бофорт складав карту і досліджував південну Анатолію, виявивши безліч класичних руїн. Напад турків на екіпаж його човна (у Аясі, недалеко від Адани) перервав його роботу, він сам отримав серйозне кульове поранення в стегно. Він повернувся в Англію і складав свої карти. У 1817 році він опублікував свою книгу «Караманія»; або короткий опис південного узбережжя Малої Азії і залишків старовини.
У 1829 році Бофорт був обраний членом Королівського астрономічного товариства, і в віці 55 років (вік виходу на пенсію для більшості адміністративних сучасників) Бофорт був призначений гідрографом британського адміралтейського флоту. Служив на цій посаді 25 років. Бофорт перетворив те, що було другорядним сховищем карт, на найкращу в світі установу з геодезії і картографії. Деякі з чудових карт, випущених його Офісом, все ще використовуються сьогодні.
За час свого перебування на посаді він взяв на себе управління великими астрономічними обсерваторіями в Гринвічі, Англія, і на мисі Доброї Надії в Африці. Бофорт керував деякими з великих морських досліджень і експериментів того періоду. Протягом восьми років він керував Арктичною радою під час його пошуків дослідника сера Джона Франкліна, який зник безслідно під час свого останнього полярного плавання в пошуках легендарного Північно-Західного проходу. Будучи членом ради Королівського товариства, Королівської обсерваторії і Королівського географічного товариства (яке він допоміг заснувати), Бофорт використовував своє становище і престиж як вищого адміністратора, щоб виступати в якості «посередника» для багатьох вчених свого часу. Бофорт представляв географів, астрономів, океанографів, геодезистів і метеорологів в цьому урядовому агентстві, Гідрографічному бюро, яке могло б підтримати їх дослідження.
Бофорт навчав Роберта Фіцроя, який був тимчасово призначений керувати дослідницьким кораблем HMS Beagle після того, як попередній капітан покінчив життя самогубством. Коли Фіцрой був знову призначений командиром того, що стало знаменитим другою подорожжю «Бігля», він попросив Бофорта «знайти добре освіченого і вченого джентльмена» в якості компаньйона в подорожі. Запити Бофорта привели до запрошення Чарльза Дарвіна, який пізніше використав свої відкриття в формулюванні теорії еволюції, яку він представив у своїй книзі «Походження видів».
Подолавши безліч заперечень, Бофорт отримав від уряду Джеймса Кларка Росса урядову підтримку антарктичної подорожі 1839-1843 років для проведення широких вимірів земного магнетизму, узгоджених з аналогічними вимірами в Європі і Азії. (Це можна порівняти з Міжнародним геофізичним роком нашого часу.)
Бофорт сприяв створенню надійних таблиць припливів і відливів біля берегів Великої Британії, надихаючи на подібні дослідження в Європі і Північній Америці. Допомагаючи своєму другові Вільяму Вівеллу, Бофорт отримав підтримку прем'єр-міністра герцога Веллінгтона в розширенні ведення обліку на 200 британських берегових станціях берегової охорони. Бофорт з ентузіазмом підтримував свого друга сера Джорджа Ейрі, королівського астронома і відомого математика, в досягненні історичного періоду вимірювань обсерваторіями Гринвіча і Доброї Надії.
Бофорт пішов у відставку з Королівського флоту у званні контр-адмірала 1 жовтня 1846 у віці 72 років.
Він помер 17 грудня 1857 року в віці 83 років в Гов, Сассекс, Англія. Він похований в церковних садах Святого Іоанна в Гакні, Лондон, де його могилу можна побачити донині. Його будинок у Лондоні, № 51 Манчестер-стріт, Вестмінстер, відзначений історичною синьою табличкою, що відзначає його місце проживання і досягнення.

## Вшанування пам'яті
На честь видатного гідрографа названі море та острів, а також шкала штормів.